# Yucca reverchonii
Yucca reverchonii  es una especie de planta fanerógama perteneciente a la familia Asparagaceae. 

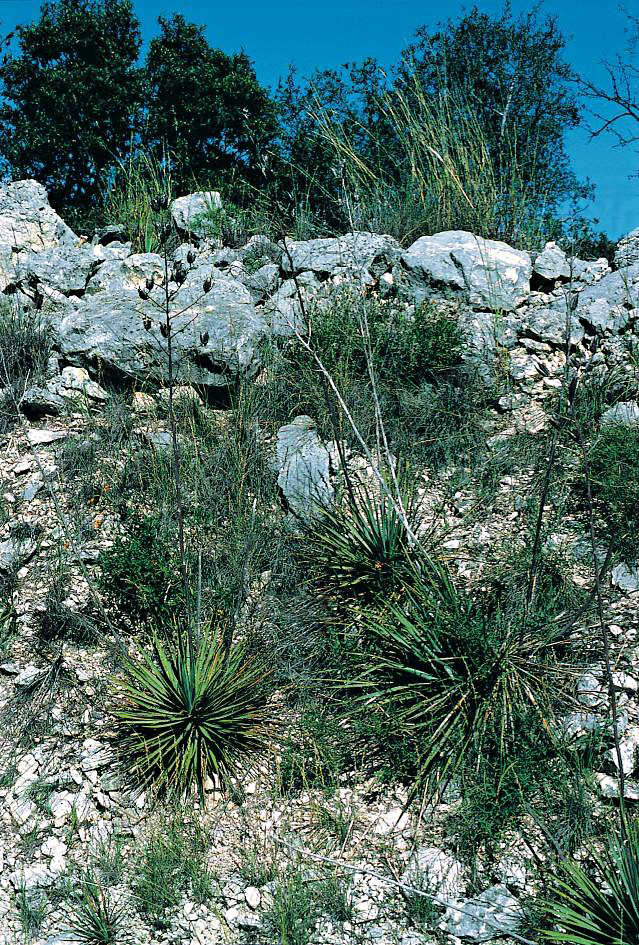
En su hábitat

## Distribución y hábitat
Es originaria de la Meseta Edwards en Texas, así como de los estados mexicanos de Tamaulipas, Nuevo León, Coahuila, Chihuahua, Durango, Zacatecas, Aguascalientes, y San Luis Potosí. Se le conoce como la "San Angelo yuca" y está estrechamente relacionada con Y. rupicola Scheele and Y. thompsoniana Trel.

## Descripción
Yucca reverchonii produce un corto tronco con largas y duras hojas estrechas de hasta 50 cm de largo, pero de no más de 2 mm de ancho. El tallo floral puede ser de hasta 3 m de altura, con flores blancas.

## Taxonomía
Yucca reverchonii fue descrita por William Trelease y publicado en Annual Report of the Missouri Botanical Garden 22: 102, pl. 108. 1911.
Etimología
Yucca: nombre genérico que fue nombrado por Carlos Linneo y que deriva por error de la palabra taína: yuca (escrita con una sola "c").
reverchonii: epíteto otorgado en honor del botánico francés Julien Reverchon.